# Steve Previn
Steve Previn, geboren als Wolf Stefan Priwin, (* 21. Oktober 1925 in Berlin; † 12. Juli 1993 in Palm Desert, Kalifornien, Vereinigte Staaten) war ein deutschstämmiger, US-amerikanischer Film- und Fernsehregisseur.

## Leben und Wirken
Wolf Priwin, der Sohn des Juristen Jakob Priwin (1885–1963) und ältere Bruder des Komponisten, Dirigenten und mehrfachen Grammy- und Oscar-Preisträgers Andreas Priwin (in den USA: André Previn), wurde, angesichts des virulent gewordenen Antisemitismus in Deutschland, von seinen Eltern im Januar 1936 in die Vereinigten Staaten verschifft, wo er bei einem Freund der Familie aufwuchs. Inmitten des Zweiten Weltkriegs knüpfte er, mittlerweile zu Steve Previn amerikanisiert, erste Kontakte zur Filmwirtschaft in Hollywood und wurde 1943 von der Produktionsfirma MGM in deren Schnittabteilung übernommen. 1950 kehrte Previn nach Europa zurück, schnitt eine in Frankreich aufgenommene französisch-amerikanischen Produktion mit Simone Signoret in der weiblichen Hauptrolle und erhielt im Jahr darauf das Angebot, mehrere Folgen der Science-Fiction-Fernsehserie Captain Video and His Video Rangers zu inszenieren. Kurz darauf hatte sich Previn mit Sherlock Holmes und Foreign Intrigue als TV-Serienregisseur etabliert.
1960 wechselte Steve Previn zur Walt Disney Company, für die er in den kommenden drei Jahren mehrere Filme in Europa drehte, die dort in den Kinosälen und in den USA als Mehrteiler im Fernsehen liefen. Darunter befand sich auch eine Inszenierung über die Wiener Sängerknaben (Ein Gruß aus Wien) und eine sentimentale Johann Strauss-Biografie (Liebe im 3/4-Takt). Der österreichische Filmproduzent Karl Spiehs nutzte die Anwesenheit des Hollywood-Regisseurs in Wien und verpflichtete ihn im Anschluss daran als Regisseur des Lustspiels Ist Geraldine ein Engel?. Da der Film floppte, kehrte Previn in die USA zurück, und beendete seine Regiekarriere weitgehend. 1965 wechselte der Deutsch-Amerikaner in das Filmmanagement und wirkte fortan für die Fernsehabteilung von Londons Eon Productions, im Jahr darauf ging er zur Londoner Dependance der Paramount Pictures. 1967 einigte man sich auf Previn als Produzent bei dem überaus aufwendig produzierten Kriegsfilm mit internationaler Starbesetzung Die Schlacht an der Neretva. 1970 wechselte er als Firmenmanager in die Produktion von Commonwealth United Entertainment, im selben Jahrzehnt wirkte er, ohne namentliche Nennung, an der Herstellung mehrerer zumeist in England entstandenen Unterhaltungskinofilme der American International Pictures mit.
Im Juli 1993 nahm sich Steve Previn nach langen Jahren der Beschäftigungslosigkeit in seinem Altersruhesitz Kalifornien mit einem Gewehrschuss das Leben.

## Filmografie
Als Fernsehregisseur, wenn nicht anders angegeben
- 1950: Unterwelt von Paris (Le traqué) (Kino, nur Schnitt)
- 1952: Captain Video and His Video Rangers (Serie)
- 1954–55: Sherlock Holmes (Serie)
- 1954–55: Foreign Intrigue (Serie, auch Schnitt bei fünf Folgen)
- 1956: Captain Gallaint and the Foreign Legion (Serie, eine Folge)
- 1961: Ein Gruß aus Wien (Almost Angels) (Kino)
- 1962: Escapade in Florence (Kino/Fernsehen)
- 1963: Liebe im 3/4-Takt (The Waltz King) (Kino/Fernsehen)
- 1963: Ist Geraldine ein Engel? (Kino)
- 1965: Wettlauf mit dem Tod (Run For Your Life) (Serie, eine Folge)
- 1968: Die Schlacht an der Neretva (Bitka na Neretvi) (Kino, nur Produktion)
- 1970: Freelance (Kino, nur Herstellungsleiter)
- 1972: The Ragman’s Daughter (Kino, nur Herstellungsleiter)